# Benjamin Bederson
Benjamin Bederson (Nueva York, 15 de noviembre de 1921-Nueva York, 6 de enero de 2023) fue un físico estadounidense que participó en el Proyecto Manhattan.

## Biografía

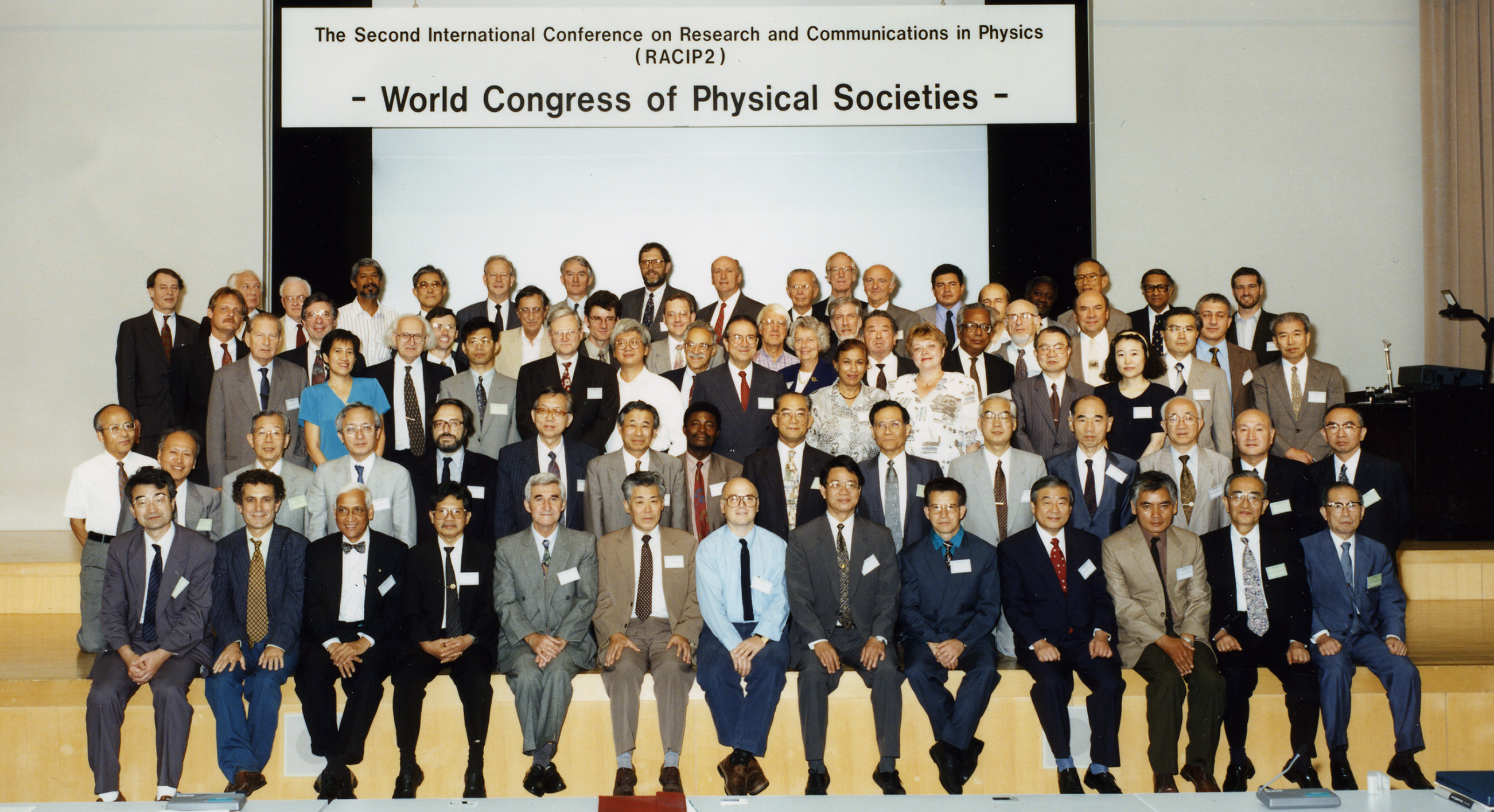
Bederson en la Segunda Conferencia Internacional sobre Investigación y Comunicaciones en Física.

Nació en Nueva York el 15 de noviembre de 1921, hijo de Lena y Abraham Bederson, quienes eran inmigrantes judíos provenientes de Ucrania y Bielorrusia. Estudió física en el City College de Nueva York, pero se unió al ejército antes de graduarse, donde recibió formación adicional en ingeniería eléctrica. Posteriormente fue reclutado para servir en Los Álamos (Nuevo México) y más tarde en Tinian (Islas Marianas), para el proyecto Manhattan. Contribuyó significativamente al desarrollo de "Fat Man", la bomba atómica lanzada sobre Nagasaki en 1945, que condujo a la fin de la Segunda Guerra Mundial. Después de la guerra, se graduó con una maestría en física por la Universidad de Columbia y un doctorado en la Universidad de Nueva York en 1950. Trabajó en el Instituto Tecnológico de Massachusetts y fue decano de la Universidad de Nueva York. De 1992 a 1996 fue editor en jefe de Physical Review.
Entre 1981 y 1986 fue presidente del departamento y decano de la Escuela de Graduados en Artes y Ciencias de la Universidad de Nueva York. Durante su vida académica fue un apasionado defensor de los científicos "refuseniks" en la Unión Soviética y ayudó a muchos a publicar sus trabajos y emigrar a Estados Unidos. En 1959, fue elegido miembro de la Sociedad Estadounidense de Física.
Falleció el 6 de enero de 2023, a la edad de 101 años.

### Vida personal
En 1949, conoció a su esposa Betty en Tanglewood, Massachusetts, y se casaron 6 años después. La pareja tuvo cuatro hijos: Joshua, Geoffrey, Aron y Benjamin.